# A965 road
Die A965 road ist eine A-Straße auf der schottischen Orkneyinsel Mainland.

## Verlauf
Die Straße beginnt an einem Kreisverkehr im Zentrum der Inselhauptstadt Kirkwall, an welchem auch die A960 (Kirkwall–Gritley) und die A963 enden. Sie verläuft in westlicher Richtung entlang der Bay of Kirkwall. Nach rund elf Kilometern erreicht sie Finstown am Kopf der Bay of Firth, wo die A966 nach Norden abzweigt. Jenseits von Finstown in Höhe des Loch of Wasdale zweigt die A986 nach Twatt ab. Die Straße verläuft weiter in südwestlicher Richtung und erreicht schließlich Stenness. Am Südende des Loch of Stenness mündet die A964 (Kirkwall–Stenness) ein. Sukzessive nach Süden abdrehend erreicht die A965 Stromness. Zuvor mündet die aus Birsay kommende A967 ein. Nach einer Länge von insgesamt 25,5 km endet die A965 am Südrand von Stromness.

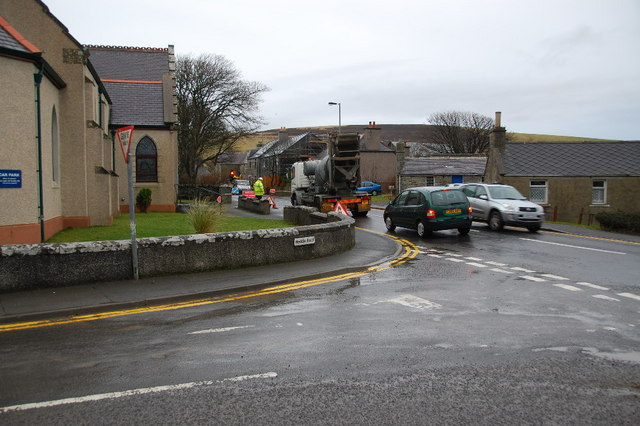
Ortsdurchfahrt Finstown
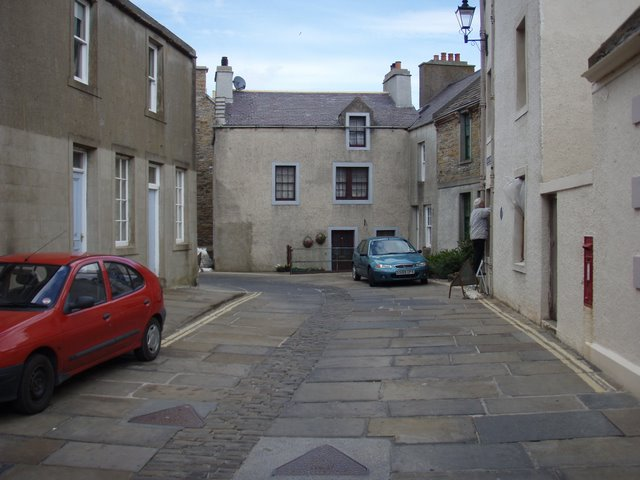
Die A965 im Innenstadtbereich von Stromness

## Umgebung
Entlang der A965 befinden sich zahlreiche archäologische Fundorte. Beginnend mit dem Grain Earth House in Kirkwall passiert die Straße die Cairns von Ramberry und Cuween Hill. Außerdem führt sie am Souterrain Rennibister und der spätneolithischen Fundstätte Stonehall vorbei. Bei Stenness bindet sie das UNESCO-Weltkulturerbe „The Heart of Neolithic Orkney“ an. Nicht zuletzt passiert sie das Passage tomb Unstan Cairn nördlich von Stromness.